# Cèlia Viñas Olivella
Cèlia Viñas Olivella (Lleida, 16 de juny de 1915 - Almeria, 21 de juny de 1954) fou una poeta, escriptora i pedagoga catalana.

## Biografia
Va néixer a Lleida, al carrer de La Palma núm. 23, el 16 de juny de 1915, on els seus pares, Gabriel Viñas Morant i Cèlia Olivella, s'havien instal·lat. El pare, format a la Institución Libre de Enseñanza, exercia de mestre a Palamós, però obtingué el títol de catedràtic de l'Escola Superior de Magisteri i es van traslladar a la capital del Segrià. Del matrimoni nasqueren tres filles, Cèlia i Encarna a Lleida i Gabriela a Mallorca. El 1923, quan Cèlia tenia vuit anys, el professor Viñas va guanyar la càtedra de Pedagogia de l'Escola Normal de Palma i la família va marxar cap a l'Illa, cercant un clima més benigne pel reumatisme que patien la mare i la mateixa Cèlia.
Educada segons els principis pedagògics renovadors, Cèlia va estudiar a l'escola pública i feu el batxillerat a l'Institut Ramon Llull de Ciutat. Entre els seus professors hi havia Gabriel Alomar, el qual va influir de manera decisiva en les seves afeccions literàries. I entre les seves influències d'aquells anys destaca la de la pedagoga Rosa Roig, que també exercia la seva labor a l'Escola Normal de Palma. Quan acabà l'ensenyament secundari, ingressà en la Universitat Autònoma de Barcelona el curs 1934-1935 per fer la carrera de Filosofia i Lletres, però la va haver d'interrompre amb l'esclat de la Guerra Civil, que passà a Mallorca. Acabada la contesa, va retornar a la universitat, on es llicencià l'1 de febrer de 1941 amb la màxima qualificació. Durant aquests anys, les activitats van ser incessants, participà de la vida literària i teatral, acudí a concerts, exposicions i col·loquis, i assistí als cursos de l'Institut francès i de l'Institut italià.
Novament a Mallorca, va fer classes particulars i treballà com a bibliotecària al Círculo Mallorquín. No podia ser professora a l'institut perquè el seu pare havia estat depurat. Això no obstant, guanyà una beca del CSIC de Madrid, on es va traslladar per preparar les oposicions a càtedra de llengua i literatura. Va treure el número u i el març de 1943 s'instal·là a la plaça d'Almeria que havia sol·licitat, on va exercir la docència fins a la seva mort. Es dedicà de ple a l'ensenyament portant a terme una intensíssima tasca cultural dins i fora de l'institut. Les vacances d'estiu les passava a Mallorca, on tenia més temps per escriure poemes i contes, i per completar les recerques començades al llarg del curs durant els diumenges, les nits d'insomi o les vacances petites.
El 1946 publicà el primer poemari, Trigo del corazón, que aplega part dels poemes escrits des de 1935, i dos anys després, Canción tonta en el Sur (1948). Col·laborà també en revistes i inventà novel·les, Tierra del Sur, Viento de Levante i La Peregrina (inacabada), que restaren inèdites. Escriví pensant sobretot en els seus alumnes la biografia Estampas de la vida de Cervantes, en ocasió del IV centenari, als actes del qual assistí convidada pel Ministeri d'Educació. Igualment, el 1947, el 17 de maig, va fer una actuació magistral al I Congrés Indaliano, moviment creat al voltant del grup de pintors, artistes i bohemis que es reunien a la Granja Balear capitanejats per Jesús de Perceval, i al qual s'havia afegit Cèlia Viñas després d'arribar a Almeria. Fou en aquesta època quan entrà en contacte i mantingué amistat amb literats destacats del moment, com Dámaso Alonso, Gerardo Diego, Carmen Conde, Sanchis Guarner, Josep M. Llompart o Bartomeu Rosselló-Pòrcel.
L'estiu de 1951 acabà la col·lecció El primer botón del mundo y trece cuentos más i el 1953 els poemaris Palabras sin voz i Del foc i la cendra, on reuneix els poemes en català escrits entre 1935 i 1939 i entre 1949 i 1953. Aquest mateix any es va casar amb Arturo Medina. Pocs mesos després, unes hemorràgies la portaran a sotmetre’s a una operació quirúrgica, a conseqüència de la qual moriria el 21 de juny de 1954. L'empremta del seu magisteri és palesa als homenatges i publicacions que encara suscita la seva persona i la seva obra. Entre d'altres, un institut d'Almeria duu el seu nom, i és recordada amb un bust a la plaça Bendicho de la mateixa ciutat.